# Червиняно д'Ада
Червиня̀но д'А̀да (на италиански: Cervignano d'Adda, на западноломбардски: Cervignan, Червинян) е село и община в Северна Италия, провинция Лоди, регион Ломбардия. Разположено е на 87 m надморска височина. Населението на общината е 2118 души (към 2012 г.).